# Hebron (Kentucky)
Hebron ist eine Siedlung im Norden des Boone County in Kentucky. Nach der Volkszählung 2020 lebten 6195 Menschen im census-designated place Hebron.
Hebron liegt im Norden von Kentucky, etwa 15 Kilometer westlich von Cincinnati. Das Zentrum der Siedlung liegt an der Kreuzung zweier Hauptstraßen (KY 20 und KY 237), etwa vier Kilometer von Burlington entfernt.

## Geschichte
Europäische Siedler kamen im 18. Jahrhundert in die Gegend. Die Siedlung entstand an der Straße, die heute Petersburg Road (KY 20) heißt. Ihr Name leitet sich von einer lutherischen Kirche ab, die dort 1854 mit Spenden von einer gleichnamigen Kirchengemeinde in Virginia erbaut wurde. Das 1858 eingerichtete Postamt übernahm den Namen. Er ging auf den Ort über und löste die ältere Bezeichnung Briar Thicket ab.
Bis in die 1940er Jahr blieb Hebron ländlich, mit zunehmender Suburbanisierung nach dem Zweiten Weltkrieg änderte sich der Ort stark. Teile Hebrons fielen der Erweiterung des Flugplatzes zum Cincinnati/Northern Kentucky International Airport zum Opfer. Die Gegend wurde später mit der Interstate 275 erschlossen und die North Bend Road (KY 237) ausgebaut. In Hebron entstanden zahlreiche neue Wohn- und Gewerbeflächen.

## Wirtschaft und Infrastruktur
Die Wirtschaft von Hebron wird von der Logistik dominiert, die sich in der Nähe des Flughafens ansiedelte. 2022 arbeiteten über 27.000 Menschen in Hebron. Amazon ist einer der wichtigsten Arbeitgeber in der Region und in Hebron ansässig.
Der Boone County School District betreibt in Hebron eine Grundschule, eine Mittelschule und eine High School.